# Jan Borreman der Ältere
Jan Borreman der Ältere, auch Borremans oder Borman, (nachgewiesen 1479 bis 1520 in Brüssel) war ein bedeutender flämischer Bildschnitzer der Spätgotik, dessen Werke nicht nur in Flandern selbst, sondern über Handelswege bis nach Norddeutschland und nach Skandinavien verbreitet wurden.

## Leben und Schaffen

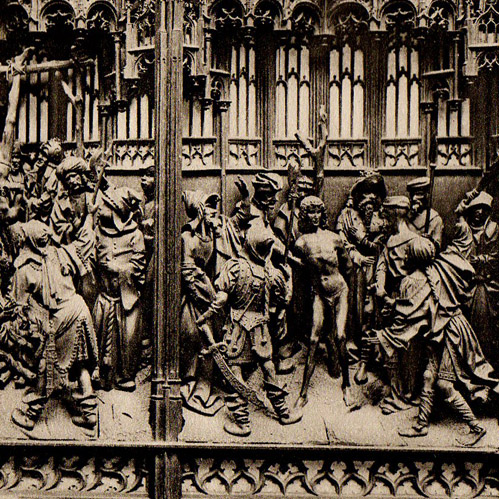
Ein Ausschnitt aus dem St.-Georg-Retabel des Jan Borreman in den Königlichen Museen für Kunst und Geschichte in Brüssel

Jan Borreman ist erstmals urkundlich nachweisbar, als er 1479 das Bürgerrecht der Stadt Brüssel erlangte und der Bildhauer-Gilde beitrat.
1493 fertigte er als Auftragsarbeit der Löwener Armbrustgilde das Retabel mit dem Martyrium des Heiligen Georg (Sint-Joris-Retabel) für die Kapelle Onze-Lieve-Vrouw van Ginderbuyten in Löwen, das sich heute in den Königlichen Museen für Kunst und Geschichte in Brüssel befindet. Es gilt als sein Hauptwerk und ist aufgrund der guten historischen Faktenlage – Signatur und Datierung – das Referenzwerk für Zuschreibungen.
Neben dieser gesicherten Zuschreibung gab und gibt es diverse Zuschreibungsversuche und -theorien zu anderen Objekten. Der Zuschreibung des auf 1518 datierten Antwerpener Retabels in der Lübecker Marienkirche durch Friedrich Schlie trat Adolph Goldschmidt bereits 1889 entgegen.
Johnny Roosval ordnete 1933 Jan Borman in Schweden ein Retabel in Villberga, eines in der Klosterkirche Vadstena, das Passionsretabel in Dom zu Västerås und ein Retabel im Dom zu Strängnäs zu.

## Nachfolgende Generation
Das Hauptwerk des mutmaßlichen Sohnes Jan Borreman der Jüngere und dessen Mitarbeiter ist der Passionsaltar von 1522 in der Pfarrkirche St. Marien in Güstrow, dessen Malereien abwechselnd Bernard van Orley oder dem Meister des Güstrower Altars zugeschrieben wurden. Dieser Altar zeigt auf der Schwertscheide des Kriegers vorn rechts in der Kreuztragung die Signatur Jan Borman. Weiter mehrfach unten auf der Leiste der Retabelgefache den Stempel Brüssel.
Dritter dokumentierter Angehöriger der Familie ist Passchier Borreman, mutmaßlicher Bruder von Jan d. J. und Sohn Jan d. Ä. Er fertigte wahrscheinlich das Retabel in Herentals. Weitere Objekte stehen in der Diskussion.

## Werke (Auswahl)
- Sippenretabel, um 1490 (Tallinn, Nikolaikirche)
- Modell für den Gisant der Maria von Burgund, 1491 (Brügge, Liebfrauenkirche)
- St. Georg-Retabel für die Liebfrauen-Kapelle in Löwen, 1493 (Brüssel, Königliche Museen für Kunst und Geschichte)
- Kruzifix, 1494 (Diest, St. Sulpitius)
- Retabel, um 1500 (Bro, Kirche)
- mit Colijn de Coter: Retabel aus St. Nikolaus, um 1500 (Orsoy, heute katholische Kirche St. Nikolaus)
- Retabel, Anfang des 16. Jahrhunderts (Skepptuna, Kirche)
- Retabel mit der Anbetung der Könige, um 1510 (Mailand, San Nazaro)
- Modelle für die Gisants des Herzogs und der Herzogin von Brabant, 1511
- mit Jan van Coninxloo: Retabel aus der Storkyrkan in Stockholm, 1514 (Jäder, Kirche)
- Triumphkreuzanlage (Löwen, Sint Pieter)
- Retabel (Köln, Museum Schnütgen)[4]